# Shat Chakra Nirupana
Le Shat Chakra Nirupana (IAST: Ṣaṭ Cakra Nirūpaṇa, Exposition des six cakra) constitue le sixième chapitre du texte sanskrit Śrī Tattva Cintāmani composé par Pūrṇānanda Giri au XVIe siècle. Ce chapitre est devenu si populaire qu'il constitue aujourd'hui un texte à part entière. 
Ṣaṭ Cakra Nirūpaṇa contient 56 śloka. Celui-ci donne la description des six principaux cakra du corps subtil (sūkṣmaśarīra),.